# Spartacus International Gay Guide
Spartacus International Gay Guide är en internationell reseguidebok som publiceras årligen i Berlin av GayGuide UG. År 1970 kom den första boken.
Informationen är arrangerad i bokstavsordning efter land och har text på engelska, tyska, franska, spanska och italienska. Städer som är stora resmål för homosexuella beskrivs, samt lagar och rättigheter för homosexuella i olika länder. Gaybarer, klubbar, saunor och andra typer av gayställen listas. 